# Cyperus laxiflorus
Cyperus laxiflorus är en halvgräsart som beskrevs av Jean Louis Marie Poiret. Cyperus laxiflorus ingår i släktet papyrusar, och familjen halvgräs. Inga underarter finns listade i Catalogue of Life.